# Xenacanthida
De Xenacanthida (of Xenacanthiformes) zijn een orde van uitgestorven haaiachtige Elasmobranchii die verscheen tijdens het Vroeg-Carboon. De orde omvat de families Xenacanthidae, Sphenacanthidae, Diplodoselachidae en Orthacanthidae. De meest opvallende leden van de groep zijn de geslachten Xenacanthus en Orthacanthus. Sommige Xenacanthida konden mogelijk een lengte van vijf meter bereiken. De meeste vormen hadden grote gekartelde stekels die zich vanaf de nek naar achteren uitstrekten. Xenacanthus had kenmerkende tanden. De meeste xenacanthiden stierven uit aan het einde van het Perm tijdens de Perm-Trias-massa-extinctie, met slechts enkele vormen die tot in het Trias overleefden. Ze waren inheems in zoetwater, marginale mariene en ondiepe mariene habitats. Xenacanthiden fungeerden waarschijnlijk als toproofdieren van zoetwaterecosystemen uit het Laat-Paleozoïcum.

## Beschrijving
Xenacanthida zijn verdeeld in twee groepen op basis van gebitskenmerken. Groep één heeft een tricuspidaliskroon met twee stevige, enigszins divergerende laterale knobbels die in dezelfde richting wijzen, een hoge mediane knobbel, met een kruinbasishoek van bijna negentig graden, een grote, ronde, apicale knop met verschillende foramina en meerdere, acht tot negen grove verticale cristae op alle knobbels. Groep twee heeft bicuspide kronen met twee rechtopstaande, asymmetrische knobbels, waarbij de mediale knobbel dikker is dan de distale en consequent een mediane knobbel mist.
De basis van de tand wordt linguaal verlengd met een cirkelvormige knop en een basale tuberkel op de orale en aborale oppervlakken afzonderlijk. De tanden zijn bekend door in verband liggende botten, kopwervels en losse tanden en worden wereldwijd aangetroffen in elke aquatische en schone omgeving. De familie Xenacanthidae bestaat uit vijf genera: Xenacanthus, Triodus, Plicatodus, Mooreodontus en Wurdigneria; al deze worden onderscheiden door afwijkende dwarsdoorsneden van de spitsen, krooncentra, lengten van de mediane rand, typen verticale cristae en de microscopische anatomie. Dit soort vissen wordt grotendeels gekenmerkt door overblijfselen uit het Paleozoïcum en hun diversiteit is snel verminderd gedurende de periode van hun uitsterven.